# Baccio Baldini

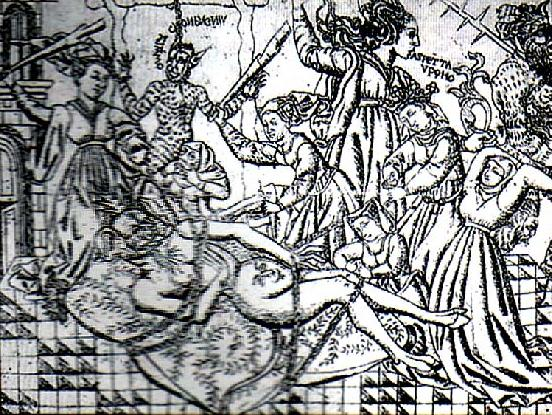
Lotta fra donne e demoni, 1460

Baccio Baldini (* wahrscheinlich um 1436 in Florenz; † 1487) war ein italienischer Goldschmied und Kupferstecher in Florenz. 
Vermutlich war er Schüler oder Nachfolger von Maso Finiguerra. 
Seine Stiche sollen sämtlich nach den Zeichnungen von Sandro Botticelli gefertigt sein.